# Manfred Perterer
Manfred Perterer (* 7. August 1960 in Fieberbrunn, Tirol) ist ein österreichischer Journalist. Von 2006 bis Juni 2025 war er  Chefredakteur der Tageszeitung Salzburger Nachrichten.

## Leben
Manfred Perterers journalistische Karriere begann als 12-Jähriger mit dem Verfassen von Spielberichten für den Fußballverein seines Heimatortes Fieberbrunn. Nach der Matura gründete Perterer 1979 gemeinsam mit dem Unternehmer Erwin Siorpaes und dem Journalisten Helmut Bucher die erste Gratiszeitung Tirols, den Pillersee Boten.
Perterer wechselte nach Salzburg, studierte mehrere Semester Publizistik, Politikwissenschaft und Rechtswissenschaften an der Universität Salzburg und arbeitete parallel dazu zunächst in der Redaktion der Salzburger Volkszeitung, ab 1985 bei den Salzburger Nachrichten.
Von 1988 an war Perterer Lokalchef der Zeitung, von 1993 an Stellvertreter des Chefredakteurs Karl Heinz Ritschel. 2001 ging Perterer für fünf Jahre als Korrespondent der Salzburger Nachrichten nach Brüssel und berichtete über EU und NATO.
2006 wurde Manfred Perterer als Nachfolger von Ronald Barazon Chefredakteur der Salzburger Nachrichten. Mit 1. Juli 2025 übergab Perterer diese Funktion an Karin Zauner.

## Auszeichnung
- 2019: Kurt-Vorhofer-Preis für Politikjournalismus[6]
- 2022: René-Marcic-Preis[7]